# Ionia (Iowa)
Ionia és una població dels Estats Units a l'estat d'Iowa. Segons el cens del 2000 tenia 277 habitants.

## Demografia
Segons el cens del 2000, Ionia tenia 277 habitants, 115 habitatges, i 73 famílies. La densitat de població era de 191 habitants/km².
Dels 115 habitatges en un 31,3% hi vivien nens de menys de 18 anys, en un 57,4% hi vivien parelles casades, en un 3,5% dones solteres, i en un 36,5% no eren unitats familiars. En el 32,2% dels habitatges hi vivien persones soles el 16,5% de les quals corresponia a persones de 65 anys o més que vivien soles. El nombre mitjà de persones vivint en cada habitatge era de 2,41 i el nombre mitjà de persones que vivien en cada família era de 3,12.
Per edats la població es repartia de la següent manera: un 25,6% tenia menys de 18 anys, un 7,2% entre 18 i 24, un 29,2% entre 25 i 44, un 22% de 45 a 60 i un 15,9% 65 anys o més.
L'edat mediana era de 39 anys. Per cada 100 dones de 18 o més anys hi havia 104 homes.
La renda mediana per habitatge era de 35.357 $ i la renda mediana per família de 40.625 $. Els homes tenien una renda mediana de 28.750 $ mentre que les dones 21.250 $. La renda per capita de la població era de 17.355 $. Cap de les famílies estaven per davall del llindar de pobresa.

## Poblacions més properes
El següent diagrama mostra les poblacions més properes.